# دریافیلان
دریافیلان (نام علمی: Dugongidae) نام یک تیره از راسته گاو دریایی‌سانان است.